# Gebirge (Beiersdorf)
Gebirge ist ein Ortsteil von Beiersdorf und liegt zwischen dem Hauptort Beiersdorf und der Gemeinde Oppach an der S 152 in nördlicher Richtung.

## Geografie

### Lage
Der Ortsteil teilt sich sichtbar in zwei Siedlungsgruppen am Gebirgsbach auf. Eine von ihnen, die Hinterecke, zieht sich in einem schmalen Bachtal bis an den Bielebohwald hinan. Die andere, genannt Vorderecke, erstreckt sich dagegen zwischen Wiesen und Gärten auf der Hangfläche bis zur Oppacher Straße hinab. Ein Hochplateau mit steil abfallenden Rändern, genannt Heidelberg, trennt den Ortsteil von dem benachbarten Ortsteil Eichen der Gemeinde Oppach. Viele Wohnhäuser im Ort sind eingeschossig, oft mit Umgebinde. Einzelne sind zweigeschossig, so das massive Gutshaus Nr. 1 an der Straße. Es zeigt einen Eingang mit der Jahreszahl 1848 mit bearbeitetem Granitgewände und Füllungstür.

### Nachbarorte
|            | Zieglertal                                  | Zwenke     |
| Eichen     | Kompassrose, die auf Nachbargemeinden zeigt | Beiersdorf |
| Lindenberg | Oppach                                      | Neudorf    |

### Straßen
Der Ortsteil besteht aus den Straßen Am Wald, Gebirgsstraße, An der Plantage, An der Gebirgsschänke und Teichstraße.

## Geschichte
Nach dem Ortsteil Schmiedenthal ist die Ansiedlung Gebirge der zweite Anbau von Beiersdorf, der von einer Beiersdorfer Gutsherrschaft angelegt wurde. Ab Mitte des 18. Jahrhunderts wurden hier Baustellen vergeben. In seiner Chronik von 1840 schreibt Carl Leberecht Haase von „einer Gruppe von ungefähr 40 Häusern“.
Beim Zensus vom 9. Mai 2011 bestand Gebirge aus 66 Wohngebäuden, in denen 189 Personen lebten. Das Durchschnittsalter lag bei 45,7 Jahren.

### Verwaltungszugehörigkeit
1764: Amt Stolpen, 1816: Amt Stolpen, 1843: Amt Stolpen, 1856: Gerichtsamt Neusalza, 1875: Amtshauptmannschaft Löbau, 1952: Kreis Löbau, 1994: Landkreis Löbau-Zittau, 2008: Landkreis Görlitz